# Тосканский флорин
Тосканский флорин — денежная единица Великого герцогства Тосканского с 1826 по 1859 годы. Он делился на 100 кватрино. В обращении также находился паоло, равный 40 кватрино.
Флорин заменил в 1826 году тосканскую лиру по курсу 1⅔ лиры = 1 флорин. В 1847 году Великое герцогство Тосканское поглотило Герцогство Лукка, после чего на флорин была заменена и луккская лира (по курсу 1 флорин = 2 лиры). В 1859 году, после объединения Италии, флорин был заменён на новую валюту — «итальянская лира» (равную сардинской лире) по курсу 1 флорин = 1,4 итальянской лиры.

## Монеты
Медные монеты чеканились достоинством в 1 и 3 кватрино, биллоновые — в 5 и 10 кватрино, серебряные — в ½, 1 и 5 паоло, а также в ¼, ½, 1 и 4 флорина. Существовали такие золотые монеты, как цехин (8 флоринов), руспоне (24 флорина), а также монета достоинством в 80 флоринов.